# West Okoboji (Iowa)
West Okoboji est une ville du comté de Dickinson, en Iowa, aux États-Unis. Elle est incorporée le 17 décembre 1924.

## Source de la traduction
- (en) Cet article est partiellement ou en totalité issu de l’article de Wikipédia en anglais intitulé « West Okoboji, Iowa » (voir la liste des auteurs).